# Thal (Ruhla)
Der Ort Thal ist ein 1994 eingemeindeter Stadtteil der thüringischen Stadt Ruhla im Wartburgkreis. Die Einwohnerzahl von Thal betrug im Jahr 2005 1975 Einwohner.

## Lage
Der Ortskern von Thal liegt im Nordwesten des Thüringer Waldes, etwa 2 km nördlich der Kernstadt Ruhla auf einer Höhe von etwa 320 Metern. Die Bundesstraße 88 tangiert den Ort nördlich. Von Süden nach Norden durchfließt der Erbstrom den Ort, in welchen in der Ortsmitte der Thalbach mündet.

## Geschichte
Die Besiedlung des Gebietes Thal und der näheren Umgebung erfolgte etwa zwischen dem 11. und 13. Jahrhundert in der zweiten Rodungsperiode des Thüringer Waldes.
Im Jahre 1253 errichteten Mönche des Wilhelmiten-Ordens ihre erste Niederlassung in Thüringen, zunächst in einem kleinen Seitental des Erbstromes, dann, 1301 bis 1307, noch einmal am Heiligenstein, einem markanten Felssporn am Südrand Thals. Nach dem Bauernkrieg wurde das Kloster aufgehoben. Während die Kirche weiterhin zum Gottesdienst genutzt werden konnte, wurde die Klosteranlage säkularisiert und verkauft. Der letzte Prior des Klosters konvertierte und wurde der erste evangelisch-lutherische Pfarrer von Thal.
Erwerbsgrundlage für die Bevölkerung bot neben der Landwirtschaft vor allem der Bergbau. Zahlreiche Pingen und Stollenreste belegen die Suche nach Kupfererzen im Forstrevier Zange. Im Talgrund wurden Mühlwerke und Schmelzhütten errichtet, um das geförderte Erz zu verarbeiten. Der durch den Ort fließende Erbstrom diente als Mühlwasser; er bildete, ebenso wie in Ruhla, seit dem 16. Jahrhundert auch die Grenze zwischen zwei sächsischen Herzogtümern. Der historische Ortskern von Thal mit der Scharfenburg gehörte zum Uetterodtschen Gericht im Herzogtum  Sachsen-Gotha (später Sachsen-Coburg und Gotha). Als Sitz des Justizamtes Thal befanden sich im Ort ein Amtsgericht und weitere Verwaltungsbüros des Landratsamtes Waltershausen. Der westlich angrenzende Ortsteil Heiligenstein gehörte zum Amt Eisenach im Herzogtum  Sachsen-Eisenach (später Sachsen-Weimar-Eisenach). Bereits vor der Bildung des Landes Thüringen wurden die beiden Orte 1918 zu Thal-Heiligenstein vereinigt. Am 25. Februar 1936 wurde der Gemeindename amtlich in „Thal (Thüringen)“ geändert.
Am 13. April 1813 fand bei Thal die spontane und kampflose Kapitulation der hier auf Befehl von Napoleon in einem Sammellager neu aufgestellten Thüringischen Regimenter vor einem preußischen Spähtrupp statt.
Nach 1850 wurde Thal durch den um diese Zeit einsetzenden Kurbetrieb und Fremdenverkehr bekannt. Durch Frau Luise Schulte wurde 1865 das Kurhaus Luisenbad gebaut. Am westlichen Ortsrand entstand eine Promenade und auf einem markanten Felsen wurde das Tempelchen erbaut.
Die 1888 beim Bergbau zufällig entdeckte und 1896 feierlich eröffnete Kittelsthaler Tropfsteinhöhle trug zu einem rasanten Anstieg des Fremdenverkehrs bei. In jener Zeit wurde Thal als Kurort anerkannt und durfte den Ortsnamen Bad Thal führen; der Bad-Titel wurde allerdings in den 1960er Jahren wieder aberkannt.
Neben dem Anschluss an die Eisenbahnstrecke Wutha-Ruhla im Jahre 1880 erhielt der Ort um 1905 auch eine neue Dorfschule. In den Jahren 1928/29 schuf der Thaler Schwimmverein unter Leitung des Unternehmers Wilhelm Naber aus dem versumpften Richters Teich eine großzügige Badeanlage, die sich schnell zum größten Freibad der Umgebung entwickelte und noch heute besteht.
Die Mehrzahl der Einwohner des Ortes arbeitete seit der Zeit des Ersten Weltkriegs in Ruhlaer Betrieben. Am 25. März 1920 führten die bürgerkriegsähnlichen Unruhen nach Niederschlagung des  Kapp-Putsches zu einem Massaker an Thaler Arbeitern – heute bekannt als die Morde von Mechterstädt. Hieran erinnert ein Gedenkstein auf dem Friedhof von Thal.
Die metallverarbeitende Industrie Ruhlas schuf auch in Thal Betriebsteile und Arbeitsplätze. Neben einer Fabrikationsstätte für die Massenproduktion von Nieten und Normteilen entstand der VEB Acosta Elektromechanik, der zu DDR-Zeiten Elektrogeräte produzierte. Die Fertigungsanlagen wurden 1991 zum großen Teil vom Elektrounternehmen REV Ritter übernommen.
Mit dem Abschluss der Gebietsreform 1994 in Thüringen wurde der ehemals selbstständige Ort Thal einer der Ortsteile der benachbarten Stadt Ruhla.

## Politik
In Thal ist ein Ortsteilrat aktiv. Den Vorsitz hat der Ortsteilbürgermeister von Thal, Herr Frank Bielert (CDU), inne.
Die Partnerstadt von Thal ist seit 1990 Lorsch in Hessen.
Das Ortswappen zeigt als Motive die Burg Scharfenburg, über der Sonne und Mond (aus dem Uetterodtschen Wappen) erstrahlen.

## Sehenswürdigkeiten

### Scharfenburg

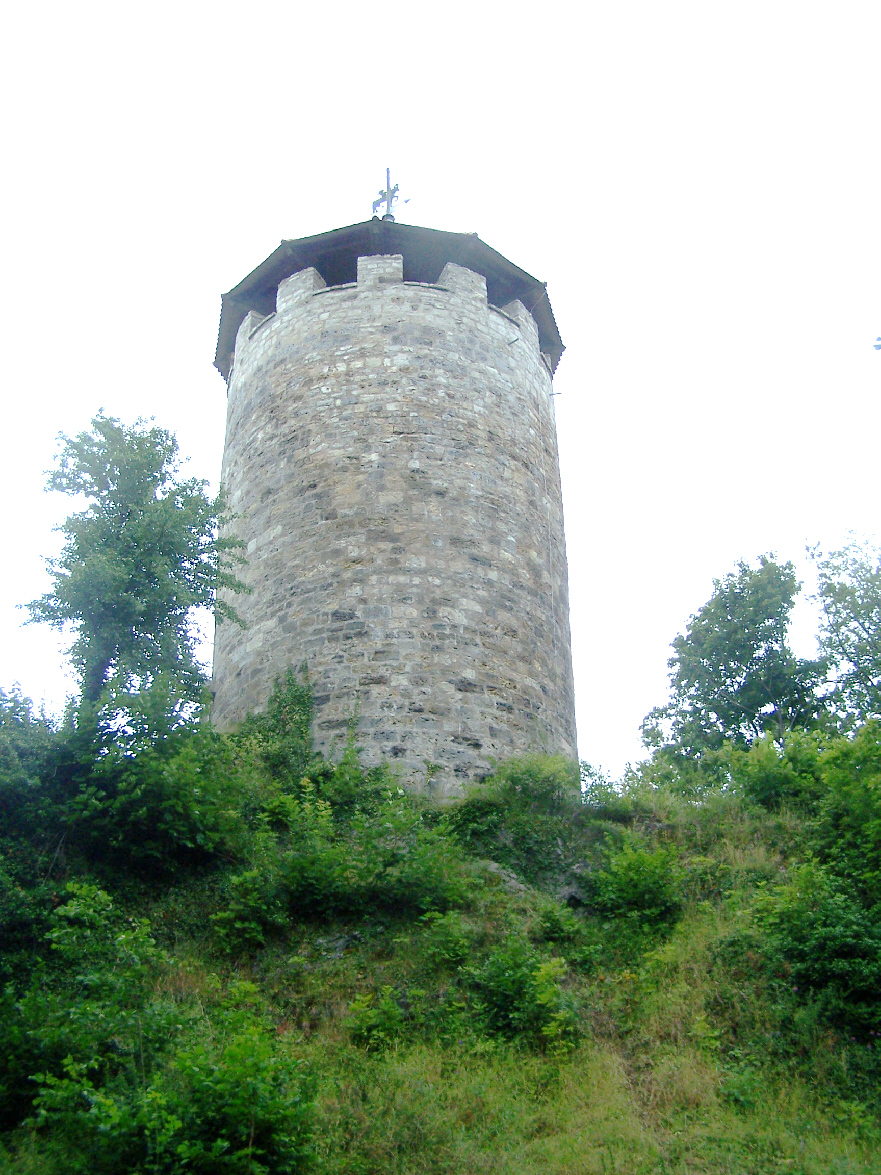
Scharfenburg

Die Scharfenburg wurde im 12. Jahrhundert durch das Kloster Fulda zum Zwecke der Kontrolle wichtiger Straßenverbindungen im Thüringer Wald erbaut. Als Pfandbesitz wechselte die Burg mehrfach den Besitzer (Herren von Stein, Herren von Frankenstein, Herren von Salza, Grafen von Henneberg und andere).
Erstmals urkundlich erwähnt wurde die in der Region als Löttöpfchen oder Löttöpf’n bekannte Scharfenburg im Jahre 1137. Diese Urkunde nennt einen Boppo de Lapide (vom Stein) als Besitzer der Burg, die mithin eine der ältesten Steinburgen in Westthüringen ist.
Die Burg wurde im 15. Jahrhundert mehrfach belagert und zerstört, als die Herren von Laucha diese Gegend als Raubritter unsicher machten. 1452 erwarben die Brüder Hans und Berthold von Uetterodt den Besitz und errichteten im Ort Thal ein Festes Haus (Wasserburg), das heutige Amtshaus.
Von der auf einem 396 Meter hohen, isolierten Bergkegel errichteten Burg sind noch Reste der Umfassungsmauer, des Torhauses und der vorgelagerten Wallgrabenbefestigung erhalten. Der imposante Bergfried (Rundturm) im Zentrum der Anlage wird heute als Aussichtsturm genutzt; im Inneren befinden sich einige Schautafeln zur Burggeschichte.

### Kloster Weißenborn
Die Kirche von Thal und einige Nebengebäude gehen zurück auf die mittelalterliche Klosteranlage Weißenborn. Die als Eremiten lebenden Mönche wurden durch die Herren von Schlotheim unterstützt, welche ihnen Land für den Klosterbau zur Verfügung stellten. Aufgabe der Mönche war es, neben der seelsorgerischen Betreuung der umliegenden Siedlungen auch Hilfe für die auf den Passstraßen des Ruhlaer Gebietes in Not geratenen Reisenden und Pilger (Herberge oder Spital) zu leisten. Bis zur Reformation wurden von den Mönchen auch die Wallfahrten zur Scharfenburg (Burgkapelle) betreut.

### Heimatstube
Im historischen Oberhof, einem Gebäude der Herrschaft Scharfenberg, in dem später die herzogliche Oberförsterei untergebracht war, befindet sich heute die Heimatstube Thal sowie die öffentliche Bibliothek des Heimatvereins. Die vom Heimatverein im Jahre 1999 eröffnete Heimatstube gibt in fünf Räumen Auskunft über die Geschichte Thals, die Burgruine Scharfenberg und das Wilhelmiten-Kloster Weißenborn, über Hexenprozesse, Geologie, Flora und Fauna sowie das Brauchtum des Ortes. Thaler Volkstrachten ergänzen die Einrichtung.

### Aussichtspunkte
Ein beliebtes Wanderziel und Aussichtspunkt ist das Tempelchen. An der Schossbergpromenade gelegen, wurde es in der Zeit des aufkommenden Fremdenverkehrs als Aussichtspunkt an einem Promenadenweg errichtet. Mehrmals instand gesetzt, erfolgte 1972/73 ein vollkommener Neuaufbau durch die Kameraden der Freiwilligen Feuerwehr Thal. Seit dieser Zeit findet alljährlich das Tempelchenfest statt.

### Gedenkstätten

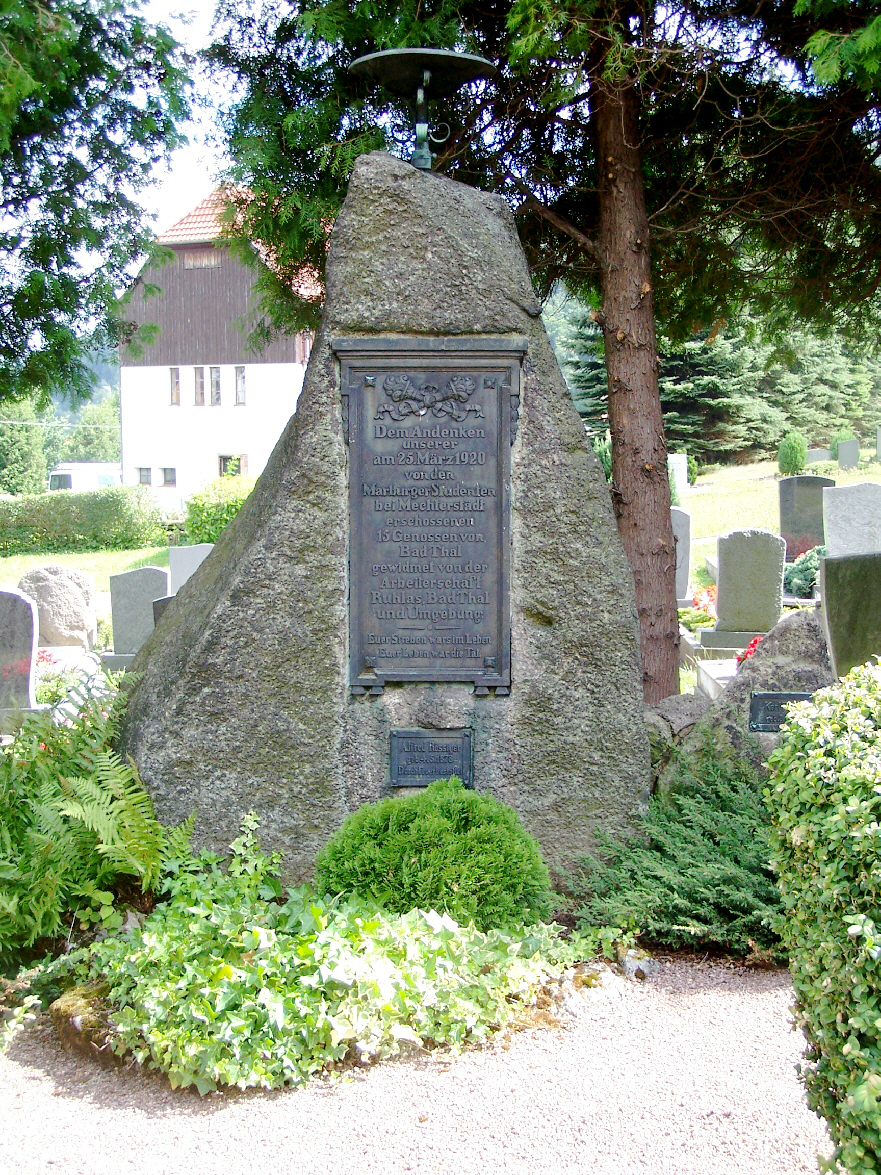
Gedenkstein für die 15 Arbeiter

Auf dem Friedhof von Thal befindet sich das Ehrenmal für die 15 Arbeiter von Thal, die am 25. März 1920 während der Märzunruhen Kapp-Putsch von einem Studentenkorps (Marburg) erschossen wurden. Siehe Morde von Mechterstädt.
Ein weiteres Denkmal wurde dem Dramatiker, Schriftsteller und ersten Schiller-Biographen Emil Palleske gewidmet, welcher am 28. Oktober 1880 in Thal verstarb.
Das Stoll-Denkmal, eine Gedenktafel, wurde 1928 zu Ehren des Mundart- und Sprachforschers Dr. Walter Stoll (1902–1927) von Thaler Bürgern errichtet.
Im Park des „Haus Felseneck“ befindet sich das Grabmal des Generals und Pour-le-Mérite-Trägers Max Ludwig.

### Höhlen
Die Umgebung von Thal ist reich an natürlichen Höhlen und Zeugnissen des spätmittelalterlichen Bergbaus. Auf dem Gipfel des Schossberges befindet sich die Höhle Hohler Stein; sie zu durchkriechen ist allerdings nur sehr schlanken Besuchern möglich. Bereits im Mittelalter war die Ritterhöhle auf der gegenüberliegenden Talseite am Osthang des Spitzigen Stein bekannt. Die sogenannten Sylvesterlöcher machen sich bei strengem Frost durch aufsteigenden Dampf bemerkbar, der den mit Erdreich überdeckten Erdspalten unweit der Kittelsthaler Tropfsteinhöhle entweicht. Das Backofenloch befindet sich etwa zwei Kilometer östlich von Thal in der Nordwand des Großen Wartberges. Auch diese Naturhöhle ist mit dem Auftreten der sagenumwobenen Venetianer verknüpft. Die Wittgensteiner Höhle befindet sich etwa zwei Kilometer nördlich von Thal in der Flur Farnroda. Sie liegt in der Felswand Wittgenstein, die sich etwa 30 m über den Talgrund des Erbstroms erhebt. Bei der Freilegung der Höhlenkammer konnte zur Überraschung der Höhlenforscher auch ein mittelalterlicher Keramiktopf geborgen werden. Die Höhlen wurden somit nachweisbar als Versteck genutzt. Verschiedene Zeugnisse mittelalterlichen Bergbaus wurden durch Schautafeln kenntlich gemacht. Aus Sicherheitsgründen wurden die einsturzgefährdeten Bergwerksstollen, beispielsweise am Burgberg unterhalb der Schafenburg, schon seit Jahrzehnten von der Bergsicherung verwahrt.

### Naturdenkmale

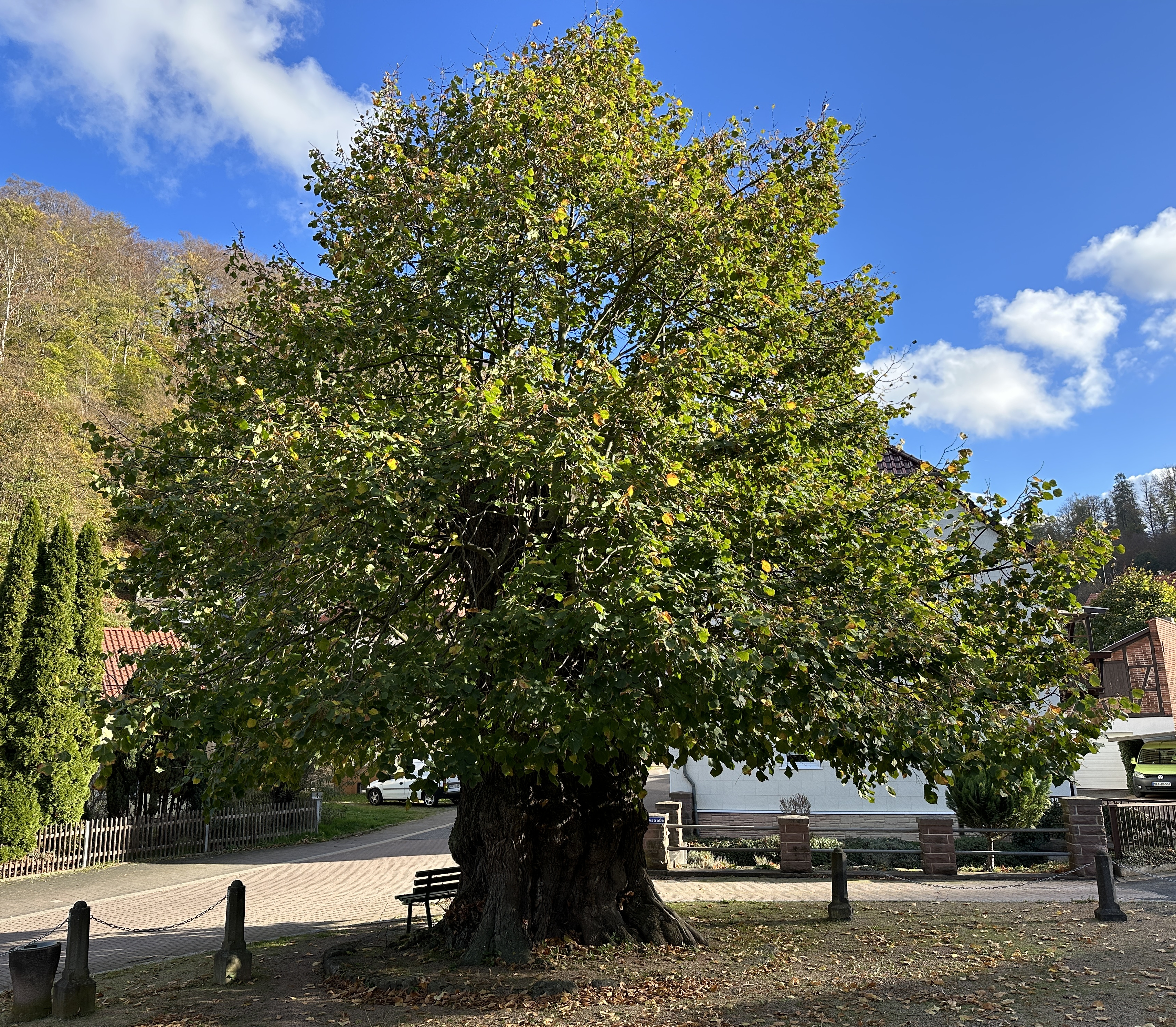
Linde am Dorfanger (2022)

Die markante 600 bis 700 Jahre alte Linde am Dorfanger wurde 1966 als Naturdenkmal ausgewiesen.

## Persönlichkeiten
- Johann Ludwig Bach (1677–1731), Komponist; wurde in Thal, heute Stadtteil von Ruhla, geboren
- Wilhelm von Braun (1790–1872), anhaltischer Minister
- Reinhold Reuschel (1831–1919), deutscher Kaufmann und Politiker
- Max Ludwig (1871–1961), General der Artillerie und Chef des Heereswaffenamtes; lebte in Thal
- Hans Heß (1929–2024), Konteradmiral und Stellvertreter des Chefs der Volksmarine; wurde in Thal, heute Stadtteil von Ruhla, geboren
- Juliane Seyfarth (* 1990), Skispringerin; wurde in Thal, heute Stadtteil von Ruhla, geboren

## Trivia
Der einst bei Thal befindliche natürliche See wurde im 19. Jahrhundert abgelassen und verfüllt; an seiner Stelle befinden sich das Freibad von Thal und die Tennisplätze. Im Fuchsgrund bei Thal wurde in den 1960er Jahren ein Rückhaltebecken angelegt, um Brauchwasser für die Industriebetriebe von Ruhla und Seebach speichern zu können. In der Ortsmitte erinnert der Flurname „Am Wasserfall“ an eine hier ehemals vorhandene Kaskade.

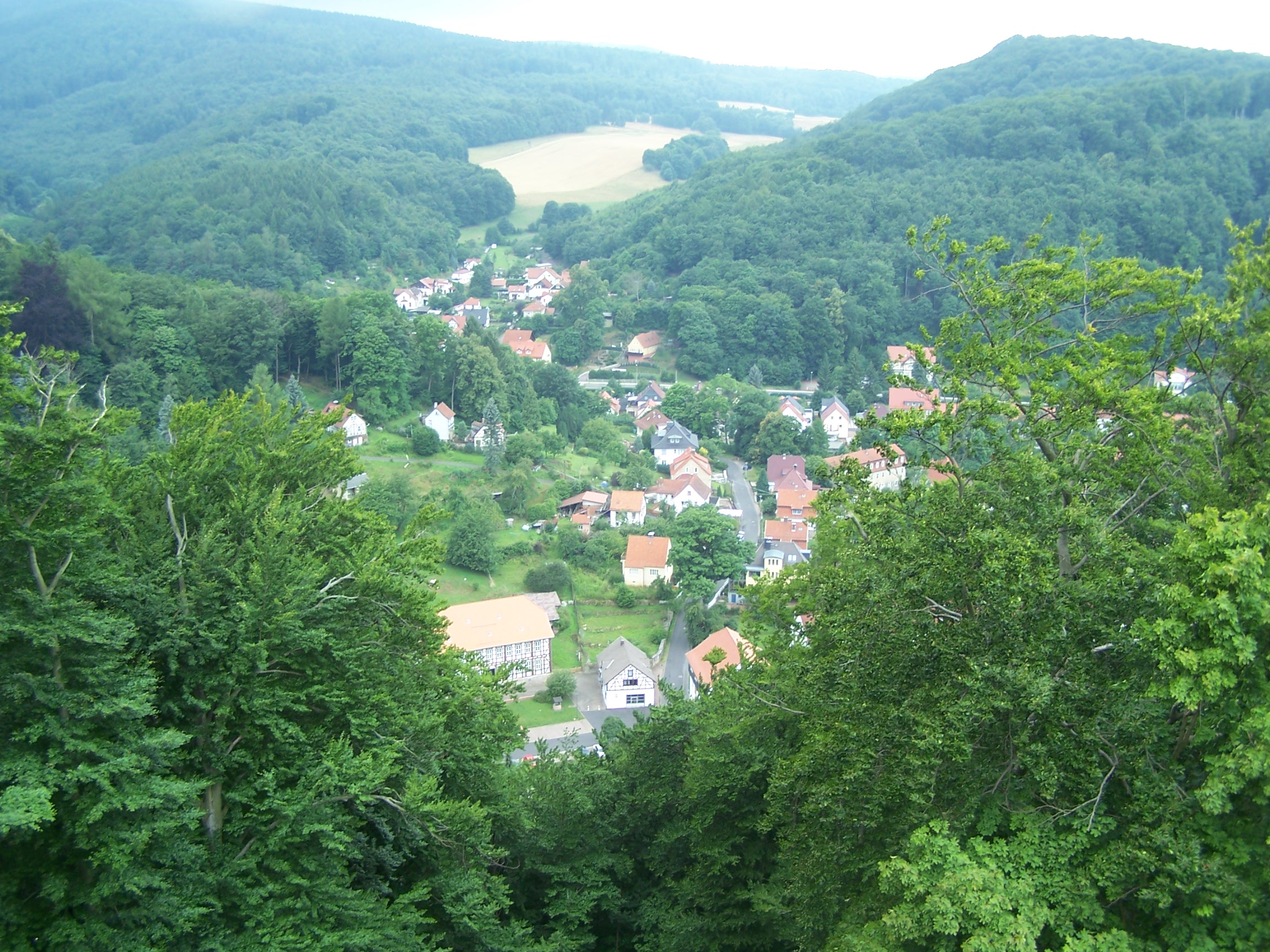
Thal und Heiligenstein
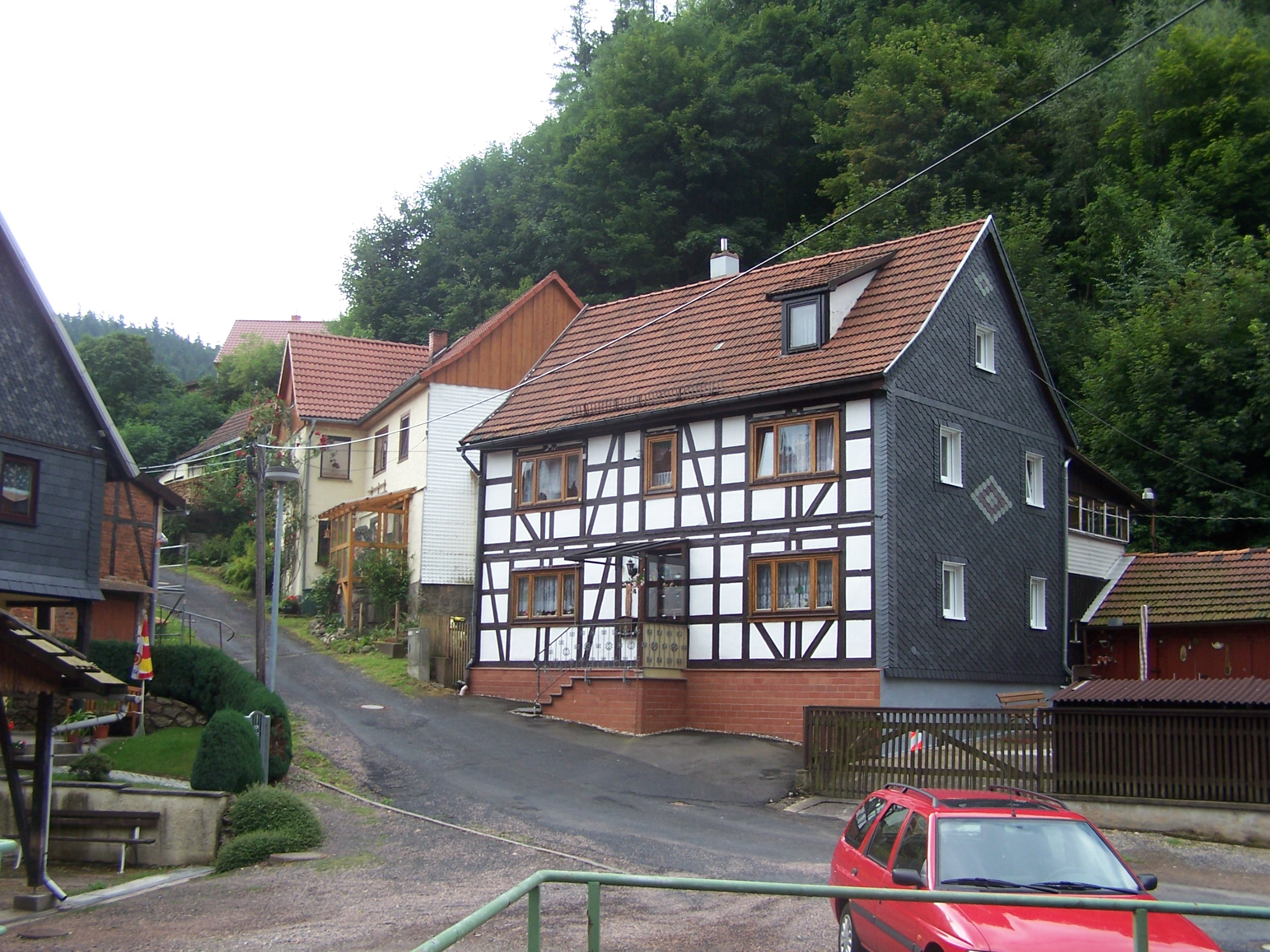
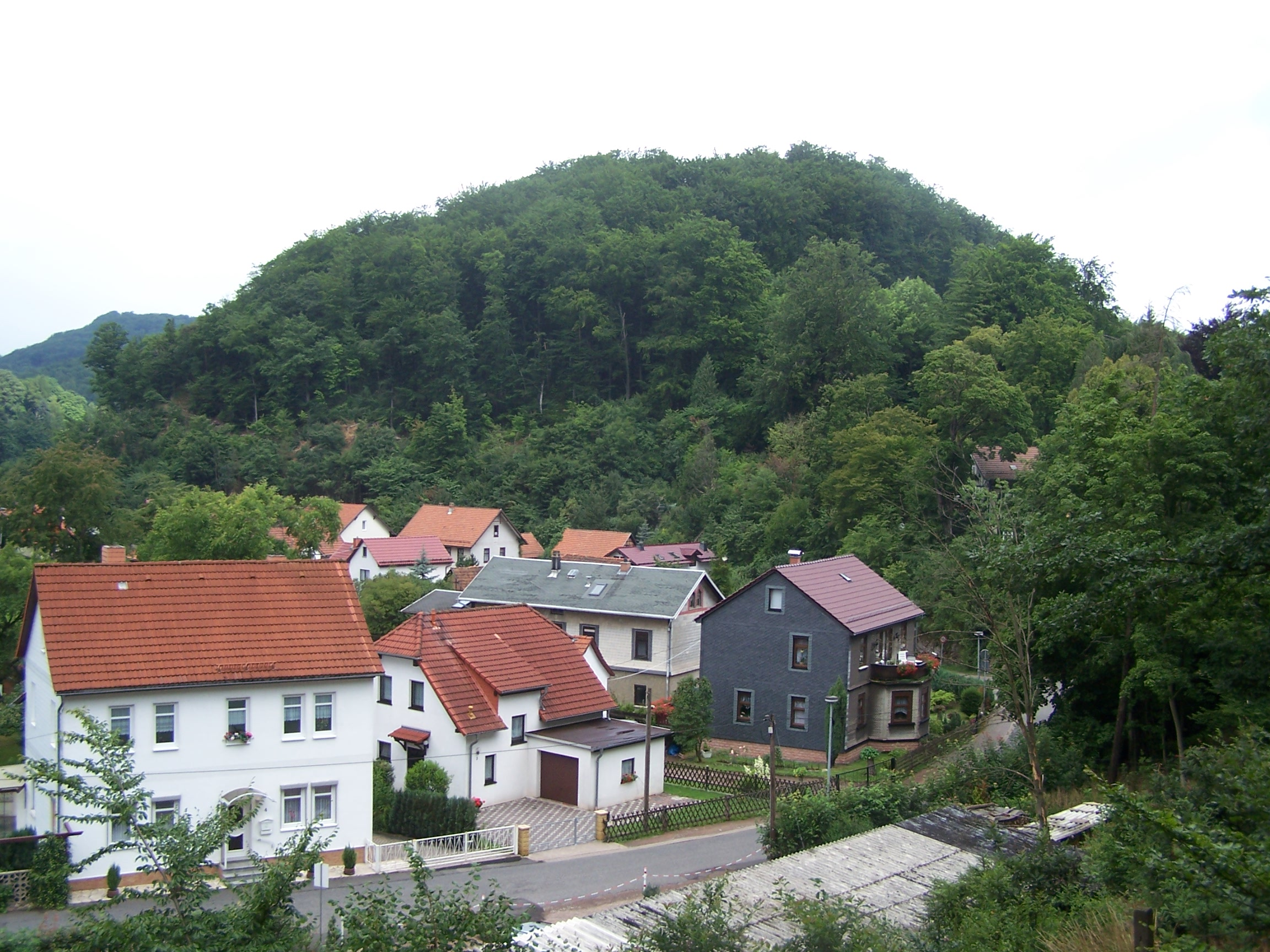